# 신사동 가로수길

신사동 가로수길의 위치

신사동 가로수길(新沙洞街路樹—)은 서울특별시 강남구 신사동에 위치한 거리이다. 현대고등학교 앞 사거리에서 신사역 동쪽 도산대로와의 삼거리까지 뻗은 도로를 이르는 말이다. 2011년 이래 도산대로13길과 압구정로12길로 지정되어 있었으나, 2020년 6월 19일부터 도로명주소도 가로수길로 바뀌었다.
왕복 2차로 거리를 따라 일자로 늘어선 160여 그루의 은행나무가 쭉 줄지어 있어 가로수길이라고 불린다. 주위에는 아기자기한 커피숍과 여러 맛집, 그리고 유명 디자이너들의 의류 샵들이 곳곳에 즐비해 있어 다소 이국적인 분위기를 자아낸다. 특히 가을이면 낙엽이 내려앉은 거리를 구경하기 위해 많은 이들이 찾아온다. 이에 관광지로 유명해졌고 이곳은 2009년 영화 '청담보살'의 배경지로 등장하기도 했다.

## 젠트리피케이션
유명세만큼 유동인구가 늘어나고 일대 상권의 임대료가 오르면서, 기존 가게가 임대료를 감당하지 못하고 외곽으로 쫓겨나는 젠트리피케이션 현상이 진행됐다. 그로 인해 작은 가게들이 모여 있는 '소호' 스타일 거리에서 중국인 관광객들의 화장품숍 메카로 변했고, 다시 유명 브랜드의 마케팅 격전지로 가로수길이 변신했다. 2016년의 가로수길은 여러 편집숍, 유명 프랜차이즈 브랜드, 플래그십 스토어 등이 대거 들어서 있었다. 매매든 상가임대든 개별 상인들의 출자 수준으로는 제반의 비용을 감당하기 어렵다는 것이 이 지역 공인중개사의 설명이다. 실제 2016년 2월 22일 국토교통부가 발표한 통계자료에 따르면, 신사동 가로수길의 땅값은 4.74% 상승해 서울특별시 평균인 4.09%를 웃돌았다. 상가 임대료도 상승했다.
건물주와 세입자, 가진 자와 갖지 못한 자의 대립 구도로 갈등이 증폭되다 보니 대한민국의 정치권도 문제에 적극 뛰어들고 있다. 국회에선 지역상권 보호법안과 상가임대차보호법을 개정해 임대료 상한한도를 낮추는 방안이 논의되고 있다.

## 관광명소
- 애플 스토어: 2018년 1월 27일, 한국의 첫 애플스토어가 신사동 가로수길에 오픈하였다.[5]

## 교통
- ● 수도권 전철 3호선 : 신사역